# Čarostrelec
Čarostrelec (nem. Der Freischütz) je ljudska romantična opera v treh dejanjih Carla Marie von Webra. Krstna izvedba je bila leta 18. junija 1821 v Berlinu, dirigiral je skladatelj sam, v Sloveniji pa leta 1893. Libreto je napisal Friedrich Kind po zgodbi Apel in Laun iz Knjige o strahovih. Najbolj znana odlomka iz opere sta uvertura in tenorska arija Maxa. Čarostrelec je dolgo veljal za najpriljubljenejšo nemško romantično opero na Slovenskem.

## Osebe
- Otokar, češki grof - bariton
- Kuno, dedni knežji gozdar - bas
- Agata, njegova hči - sopran
- Ančka, mlada sorodnica - sopran
- Gašpar in Max, dva lovska pomočnika - bas in tenor
- Puščavnik, puščavnik - bas
- Samiel, črni lovec - govorna vloga
- Eremit - bas
- Kilian, bogati kmet - tenor
- štiri svatovske družice - sopran
- Družice, lovci in grofovo spremstvo, ljudstvo, muzikanti in prikazni.

## Vsebina
Godi se na Češkem po tridesetletni vojni.

### Prvo dejanje
Lovec, ki hoče postati naslednik knežjega gozdarja Kuna, mora po starem običaju prestati »poskusni strel« in šele kot zmagovalec se sme poročiti z izvoljeno deklico. Mladi lovec Maks si hoče na ta način ustvariti družino z gozdarjevo hčerjo Agato. Toda na predvečer preizkušnje pri streljanju ne zmaga Maks, temveč kmet Kilian. Gašper, ki je zapisal svojo dušo vragu, da obupanemu Maksu čarobno kroglo, s katero ustreli orla z nočnega neba. Pregovori ga tudi, naj pride v Volčjo brezen, kjer bosta vlila s pomočjo divjega lovca Samiela nove čarobne krogle. Te naj pomagajo Maksu do sreče, a po Gašperjevi temni nameri naj ga uničijo.

### Drugo dejanje
Ančka preganja Agati, ki je v skrbeh zaradi Maksa, otožnost z veselim govorjenjem. Pri njiju se oglasi Maks, ki je na poti v Volčjo brezen, saj mora tja po lovski plen. Agata se boji zanj zaradi zloglasnega kraja, a Maks je vznemirjen zaradi skrivnosti, ki jo skriva pred njo. Končno se odtrga od deklet in se poda na usodno pot.
Gašper prikliče v Volčji brezni Samiela in mu obljubi za svojo rešitev Maksovo dušo. Nato pride Maks, ki ga niti prikazen njegove matere niti Agatina pojava ne moreta odvrniti od namena. Z Gašperjem vlijeta čarobne krogle. Šest jih bo zadelo cilj, a sedma je v oblasti vragove volje.

### Tretje dejanje
Maks je porabil svoje tri krogle in prosi Gašperja za nov naboj, da bi prestal preizkušnjo, a Gašper je tudi že postreljal svoje in tako ostane Maksu le še sedmi, usodni naboj, nad katerim ima sam vrag oblast.
Agata je nemirna — mučijo jo zle slutnje — a šegava Ančka jih ji prepodi z zgodbo o strahu pokojne tete. Bližajo se nevestine družice, ki ji prinesejo pomotoma namesto poročnega mrtvaški venec. Ančka popravi neljubo pomoto.
V gozdu naj se izkaže Maks s poskusnim strelom pred knezom. Toda namesto določenega cilja — belega goloba - pade Agata, a samo iz strahu; strel zadene spletkarskega Gašperja, ki umre. Maks prizna zgodbo o kroglah in ogorčeni knez ga obsodi na izgubo neveste in izgnanstvo. Stari Eremit posreduje zanj in končno je obsojen Maks pogojno na eno leto. Dejanje zaključi zahvalna pesem.

## Glasbeni primer
- Uvertura k operi